# Kleinfischerei
Die Kleinfischerei ist im Gegensatz zur Großfischerei eine Form des Fischfangs, die im Fischereirecht beschrieben wird. In früherer Zeit wurde die Kleinfischerei in verschiedene Formen unterteilt.

## Erklärung
Der Ausdruck „Handfischerei“ ist im heutigen Fischereirecht nicht mehr gebräuchlich, obwohl die Ausübung der Kleinfischerei häufig Gegenstand von Küchenfischereirechten ist.
Die Kleinfischerei umfasst folgende Fischereigeräte: Reusen, Stellnetze, Angeln usw.
Üblicherweise dient die Kleinfischerei der Selbstversorgung des Fischers, Anglers und dessen Familie sowie der Versorgung kleinerer Betriebe wie z. B. Restaurants. Oftmals wird die Kleinfischerei auch als Hobby betrieben. Die Bedeutung ist somit regional und lokal zu verstehen. 
Die in früheren Zeiten übliche Unterteilung der Handfischerei in Nebenerwerbsfischerei und Koppelfischerei ist heute nicht mehr üblich. Möglicherweise wurde sie im Niederungsbereich der Flüsse in Norddeutschland auch nur lokal begrenzt genutzt. Daher lässt sich nicht mehr mit letzter Sicherheit nachvollziehen, was 1920 unter diesem Begriff im Einzelnen verstanden wurde.

## Geschichte
Seit der Mensch Fischfang betreibt, war die Kleinfischerei Grundlage der Fischereiwirtschaft. Das galt vor allem im Binnenland an Flüssen und Seen sowie in küstennahen Gewässern. Hierbei wurden alle vorgenannten Geräte zum Fang genutzt. Mit Beginn der Industrialisierung änderte sich auch die Fischerei. In den Industriestaaten verkam die Kleinfischerei und wurde durch die Großfischerei ersetzt, die einfacher in der Lage war, die Bedürfnisse der Menschen zu erfüllen. Fisch wurde dadurch erheblich preisgünstiger und einer breiteren Bevölkerungsschicht als Nahrungsmittel zugänglich. Die Kleinfischerei hat sich aber dennoch vor allem im Binnenland und in den ärmeren Staaten erhalten.

## Heute
Weltweit gibt es derzeit etwa 100 Millionen Kleinfischer. In der Großfischerei arbeiten hingegen nur etwa 500.000 Menschen. Dennoch erwirtschaften Kleinfischer etwa 45 % der weltweit gefangenen Fische. Das entspricht etwa 20 Millionen Tonnen Fisch. Die meisten Kleinfischer leben vor allem in der Dritten Welt. Im europäischen Raum respektive in allen Industrieländern, ist die Kleinfischerei für den Produktionsprozess weitgehend uninteressant geworden. Kleinfischerei wird meist nur noch als Hobby betrieben. Grundsätzlich hat die Kleinfischerei nur regional und lokal eine Bedeutung. In einigen Ländern ist man dazu übergegangen, die Fischer in Kooperativen unterzubringen, um die Kleinfischerei auch für die Exportindustrie interessant zu machen.